# Liobagrus
Genre
Liobagrus est un genre de poissons-chats de la famille des Amblycipitidae

## Liste des espèces
- Liobagrus andersoni Regan, 1908
- Liobagrus anguillicauda Nichols, 1926
- Liobagrus formosanus Regan, 1908
- Liobagrus kingi Tchang, 1935
- Liobagrus marginatoides (Wu, 1930)
- Liobagrus marginatus (Günther, 1892)
- Liobagrus mediadiposalis Mori, 1936
- Liobagrus nantoensi Oshima, 1919
- Liobagrus nigricauda Regan, 1904
- Liobagrus obesus Son, Kim et Choo, 1987
- Liobagrus reinii Hilgendorf, 1979
- Liobagrus styani Regan, 1908